# Vidingsöra
Vidingsöra är en ö och ett naturreservat i Norrtälje kommun i Stockholms län.
Ön är belägen två sjömil norr om Rödlöga, 11 kilometer sydost om Kapellskär. Reservatet omfattar delar av ön Vidingsöra och några närliggande öar. Det är naturreservat sedan 1975 och förvaltas av Skärgårdsstiftelsen.
Vidingsöra är en låglänt och stenig ö med tät och frodig vegetation som huvudsakligen består av klibbal och enbuskar med inslag av rönn, hägg och olvon. Ön är obebodd och de grunda och steniga stränderna gör det svårt att lägga till med båt.